# Point Blank (Album)
Point Blank ist das dritte Studioalbum der deutschen Hard-Rock-Band Bonfire. Es erschien im Oktober 1989.

## Geschichte
Während der Aufnahmen zu Point Blank wurde Gitarrist Hans Ziller entlassen. Schlagzeuger Edgar Patrick sagte: "Zwischen Hans und dem Rest der Band hatte sich da mit der Zeit etwas aufgebaut, was in ebendieser Trennung seinen Niederschlag fand." Mit Ziller, der auf dem Album zehn Stücke mitgeschrieben hatte und bei dreien zu hören ist, wurde ein Vergleich geschlossen, er bekam eine Abfindung von 70.000 DM. Bereits 1991 schrieb die Band wieder Songs gemeinsam mit Ziller. Point Blank verkaufte sich zwar etwas weniger als der Vorgänger Fireworks, was in Deutschland etwa 20.000 Einheiten weniger ausmachte – dafür verkaufte die Band nach eigenen Angaben in Europa 50.000 Exemplare mehr. Bei The Price of Loving You wirkte Desmond Child als Songwriter mit – 1991 veröffentlichte er das Stück auf seinem Solo-Album Discipline selbst.

## Kritiken
Das Album erreichte Platz 74 in Großbritannien. Der Musikexpress schrieb, Bonfire mache „unüberhörbare musikalische Fortschritte und pirscht sich immer näher an die internationale Konkurrenz heran.“ „Das ist moderner Hardrock mit persönlichem Stil.“

## Titel
| Nr. | Titel                       | Autor(en)                                                                                          | Länge |
| --- | --------------------------- | -------------------------------------------------------------------------------------------------- | ----- |
| 1.  | Bang Down the Door          | Bob Halligan, Jr, Angel Schleifer, Claus Lessmann, Hans Ziller                                     | 3:19  |
| 2.  | Waste No Time               | Joerg Deisinger, Schleifer, Lessmann                                                               | 3:13  |
| 3.  | Hard on Me                  | Jack Ponti, Seth Swirsky, Schleifer, Lessmann, Ziller, Deisinger, Edgar Patrik                     | 3:07  |
| 4.  | Why Is It Never Enough?     | Ziller, Lessmann                                                                                   | 4:11  |
| 5.  | Tony’s Roulette             | Ziller, Lessmann                                                                                   | 4:45  |
| 6.  | Minestrone                  | Horst Maier-Thorn, Patrik                                                                          | 0:57  |
| 7.  | You’re Back                 | Deisinger, Schleifer, Lessmann                                                                     | 3:10  |
| 8.  | Look of Love                | Deisinger, Schleifer, Lessmann                                                                     | 4:41  |
| 9.  | The Price of Loving You     | Desmond Child, Schleifer, Lessmann                                                                 | 3:04  |
| 10. | Freedom Is My Belief        | Ziller, Lessmann                                                                                   | 3:42  |
| 11. | Gimme Some                  | Ponti, Kelly Keeling, Lance Bulen, Michael Wagener, Lessmann, Deisinger, Schleifer, Patrik, Ziller | 3:16  |
| 12. | Say Goodbye                 | Ziller, Lessmann                                                                                   | 3:42  |
| 13. | Never Surrender             | Deisinger, Schleifer, Lessmann                                                                     | 5:00  |
| 14. | (20th Century) Youth Patrol | Ziller, Lessmann                                                                                   | 3:24  |
| 15. | Jungle Call                 | Maier-Thorn                                                                                        | 0:30  |
| 16. | Know Right Now              | Deisinger, Schleifer, Lessmann                                                                     | 3:52  |
| 17. | Who’s Foolin’ Who           | Marc Ribler, Schleifer, Lessmann, Ziller                                                           | 3:56  |